# Elio Cruz
Elio Cruz (Gibraltar, 1931-14 de junio de 2019) fue un dramaturgo gibraltareño, que escribió tanto en inglés como en llanito. Fue uno de los cofundadores del «Theatre Group 56» (junto con Luis Azzopardi y Cecil Gomez) y autor de las dos obras más exitosas representadas en Gibraltar: La Lola se va pa Londre y Connie con cama camera en el comedor, ambas en la década de 1960.

## Obras teatrales
- La Lola se va pa Londre (1966): comedia en dos partes y siete actos
- Connie cama con camera en el comedor (1969): comedia en dos partes y diez actos
- Cuando la Lola regrese de Londres